# Ludwig A. Minelli
Ludwig Amadeus Minelli (* 5. Dezember 1932 in Zürich) ist ein Schweizer Rechtsanwalt und Journalist.

## Leben
Minelli arbeitete nach der Handelsmatura zunächst im Malergeschäft seines Vaters, bevor er bei einer Buchhaltungsfirma und bei der Schweizerischen Tresorgesellschaft weitere Berufserfahrungen erwarb. Von 1956 bis 1959 wirkte er als Journalist bei der Zürcher Tageszeitung Die Tat, dann von 1959 bis 1960 bei der Boulevardzeitung Blick. Von 1960 bis 1961 war er Direktionsassistent im Münchener Verlagshaus Kindler & Schiermeyer, 1961 bis 1964 Redaktor beim Inlandsdienst von United Press International in Zürich und zwischen 1964 und 1974 erster Schweiz-Korrespondent des deutschen Nachrichtenmagazins Der Spiegel. 1970 hat er die Schweizerische Journalisten-Union (SJU), einen Unterverband der Gewerkschaft VPOD, mitgegründet.
Erst 1976 begann Minelli Rechtswissenschaften an der Universität Zürich zu studieren (Abschluss 1981) und wurde mit 54 Jahren Rechtsanwalt, spezialisiert auf Menschenrechte.
1978 gründete er die Schweizerische Gesellschaft für die Europäische Menschenrechtskonvention (SGEMKO). Die als Minelli I (BGE 99 Ia 262), Minelli II (BGE 102 Ia 279) und Minelli III (BGE 118 Ia 64) bekannten Urteile des Schweizerischen Bundesgerichtes sind bedeutsam für die Lebensbedingungen von Strafgefangenen. Sie sind auch Beispiele für die in der Schweiz bestehende Möglichkeit, kantonale Erlasse innerhalb von 30 Tagen nach deren Verkündung im Verfahren der abstrakten Normenkontrolle durch Beschwerde an das Bundesgericht einer Überprüfung auf ihre Übereinstimmung mit der Bundesverfassung zu unterwerfen. Seit Juni 1981 redigiert er die von der SGEMKO herausgegebene Quartalsschrift Mensch und Recht, die im November 2014 in Form eines Reprints der Nr. 1–133 unter dem Titel Scharf beobachtet – Ein Dritteljahrhundert EMRK-Praxis und die Schweiz im Dike Verlag als Buch erschienen ist.
1998 gründete er in Zürich den Verein Dignitas – Menschenwürdig leben – Menschenwürdig sterben, der sterbewilligen Menschen, insbesondere auch aus dem Ausland, Hilfe zum Suizid anbietet.
Minelli ist Mitherausgeber der Zeitschrift Aufklärung und Kritik. Er ist Mitglied im Beirat der Giordano-Bruno-Stiftung. Im Februar 2017 war er Mitgründer und ist seitdem Beirat des Instituts für Weltanschauungsrecht (ifw), wo er sich mit Fragen des Rechts auf Selbstbestimmung "von der Geburt bis in den Tod" befasst.
Die Autorin und Filmregisseurin Michèle Minelli ist seine Tochter.

## Werke (Auswahl)
- Die parlamentarische Initiative gemäss Art. 93 der Bundesverfassung. Ursprung, Wesen, Zweck. Zürich 1965.
- Der Überschallknall: was er ist; was er bewirkt; warum er verboten werden muss. Eidg. Aktionskomitee gegen den Überschallknall ziviler Luftfahrzeuge, Zollikon 1969. (ohne Verfassername)
- mit Manfred Kuhn und Edmond Tondeur: Das Zürcher Flughafenproblem. Eine Dokumentation zur Urteilsbildung des Politikers und des Bürgers. SBFZ, Höri 1970.
- Schweiz, Liechtenstein. Verlag für Literatur und Zeitgeschehen, Hannover 1972.
- mit Carl M. Holliger: Der brave Soldat K.: Erlebnisse des Hptm. Kollbrunner im Aktivdienst. Reich, Luzern 1980, ISBN 3-7243-0188-X.
- Obszönes vor Bundesgericht. Die Rechtsprechung des Schweizerischen Bundesgerichtes zu Art. 204 des Schweizerischen Strafgesetzbuches. Mit 44 Cartoons von Erich Gruber. Hecht, Zürich 1981, ISBN 3-85724-014-8.
- Dina jagt ein Hosenbein. Erlebnisse einer Familie mit Tieren. Haupt, Bern 1990.
- Übersicht über die Urteile des Europäischen Gerichtshofes für Menschenrechte 1960/1994. Forch 1995.
- Reminiszenzen aus dem Leben eines Privatpolitikers. In: Hans Baumgartner, René Schuhmacher (Hrsg.): Recht, Macht und Gesellschaft. Justiz und Politik. Rio, Zürich 1995, ISBN 3-907668-64-2.
- Das völkerrechtliche Verbot der Erhöhung von Studiengebühren oder der Einführung oder Wiedereinführung von Schulgeldern. Aktionskomitee gegen Mittelschulgelder, Forch 1996.
- mit Frank Johnigk u. a.: Das faire Verfahren nach Art. 6 EMRK. Schmidt, Köln 2005, ISBN 3-504-65517-8.
- Der gedankenlose Philosoph. In: Aufklärung und Kritik. Nr. 2/2006, S. 51–62 (gkpn.de PDF; 44 kB).
- «Es ist meine Pflicht». In: Die Weltwoche. 4. Oktober 2007 (Webarchiv-Version).
- als Herausgeber: Scharf beobachtet. Ein Dritteljahrhundert EMRK-Praxis und die Schweiz. Dike, Zürich 2014, ISBN 978-3-03751-688-1.
- Abschaffung der Schulgelder. Der Kampf um Schulgeldfreiheit im zürcherischen Schulwesen von 1958 bis 2016. Bericht und Dokumentation. Editions le Doubs, St-Ursanne 2023, ISBN 978-2-940455-09-6.